# Larry Cruz
Lorenzo "Larry" J. Cruz (Manilla, 17 september 1941 - Washington D.C., 4 februari 2008) was een Filipijns ondernemer. Cruz was oprichter en voorzitter van de raad van bestuur van LJC Group, eigenaar van 14 restaurants, cafés en bars in Metro Manilla en Cebu City op het moment van zijn overlijden. Hij was een pionier in themarestaurants in de Filipijnen. 

## Biografie
Larry Cruz werd geboren op 17 september 1941 in Tondo in de Filipijnse hoofdstad Manilla. Zijn ouders waren diplomaat en schrijver E. Aguilar "Abe" Cruz, redacteur van de Daily Mirror en schrijfster Fely Cruz. Ook Larry Cruz begon zijn carrière als journalist als verslaggever voor The Manila Times en The Philippine Herald. Hij was nieuwsredacteur voor DZMT (Manila Times Radio) en Channel 5 (Manila Times TV) en director of DZHP (Radio Mindanao Network). Ook was hij redacteur van Weekly Graphic en bureau chief van The Asia Magazine. In de beginperiode van de regering van Ferdinand Marcos was hij van 1969 tot 1973 assistent perschef van de presidentiële persdienst. Aansluitend was hij directeur van het Bureau of National and Foreign Information (BNFI) van de Philippine News Agency . In deze periode was hij ook actief als antiekhandelaar. Hij opende ABC Galleries op Harrison Plaza en in 1978 begon Cruz een antiekwinkel genaamd 'Koleksyon'.
In 1979 begon Cruz  met Café Adriatico in Malate in de Filipijnse hoofdstad Manilla. Deze zaak was dermate succesvol dat de hele buurt in Malate erop vooruit ging en andere restaurants en cafés aantrok. In de jaren erna begon meer restaurants en cafés in Metro Manilla. Uiteindelijk was hij met zijn LJC Group eigenaar van 14 restaurants, cafés en bars in Metro Manilla en Cebu City op het moment van zijn overlijden, zoals Ang Hang, Solana, Fely (vernoemd naar zijn moeder), Abe (vernoemd naar zijn vader), Café Adriatico, Café Havana, Bistro Remedios, Bistro Burgos en Bistro Lorenzo.  
Cruz overleed in 2008 op 66-jarige leeftijd in Washington D.C. aan de gevolgen van een longontsteking tijdens een kankerbehandeling. Hij was getrouwd met Norma Cruz en kreeg met haar zes kinderen. De oudste van hen, Lorna Ambas, nam de leiding over LJC Group over na zijn overlijden.